# RK Pionirka Imotski
Rukometni klub Pionirka) (RK Pionirka; Pionirka; Pionirka Imotski) je bio ženski rukometni klub iz Imotskog, Splitsko-dalmatinska županija.

## O klubu
Klub je utemeljen krajem 1970.-ih. Ime je dobio po tadašnjoj tekstilnoj tvrtci iz Imotskog "Pionirci" (kasnije "Trimot"). 1979. godine klub je bio prvak Hrvatske regionalne lige – Jug te je sudjelovao na završnici republičkog prvenstva Hrvatske, što su istodobno bile i kvalifikacije za Drugu saveznu ligu. Klub se početkom 1990-ih gasi. 
 
2011. godine u Imotskom nastaje novi ženski rukometni klub – ŽRK "Imota".

## Uspjesi
Hrvatska regionalna liga – Jug
- prvak: 1978./79.

## Pregled po sezonama
| sezona    | rang     | liga                           | pozicija                    | napomene, izvori |
| Pionirka  | Pionirka | Pionirka                       | Pionirka                    | Pionirka         |
| --------- | -------- | ------------------------------ | --------------------------- | ---------------- |
| 1977./78. | III.     | Hrvatska regionalna liga – Jug | 4. / 9                      |                  |
| 1978./79. | III.     | Hrvatska regionalna liga – Jug | 1. / 11                     |                  |
| 1978./79. | III.     | Prvenstvo Hrvatske             | 3. – 4. / 4 (poluzavršnica) |                  |
| 1979./80. | III.     | Hrvatska regionalna liga – Jug | 5. / 12                     |                  |
| 1980./81. | IV.      | Hrvatska regionalna liga – Jug | / 12                        | [ 2 ]            |
| 1981./82. | IV.      | Hrvatska regionalna liga – Jug | 3. / 14                     |                  |
| 1982./83. | IV.      | Hrvatska regionalna liga – Jug | 8. / 14                     |                  |
| 1983./84. | IV.      | Hrvatska regionalna liga – Jug | 8. / 9                      |                  |
| 1984./85. |          |                                |                             |                  |

## Unutrašnje poveznice
- Imotski

## Vanjske poveznice
- aukcije.hr, značka RK Pionirka Imotski  Arhivirana inačica izvorne stranice od 17. rujna 2018. (Wayback Machine)